# Superman y la Bomba de la Paz
Superman y la Bomba de Paz (ISBN 9788486871635) es una novela gráfica publicada en España por Ediciones Zinco basada en la versión original de editor danés Interpresse Superman og Fredsbomben. En celebración del 50.º aniversario de Superman en 1988, DC Comics incentivó a las editoriales extranjeras a que produzcan una historia original con el Hombre de Acero. Los editores daneses únicos de Interpresse atendieron la llamada, el traductor de libro de cómic danés Niels Søndergaard escribió el guion que presenta a Superman visitando cinco capitales de Escandinavia (Copenhague, Oslo, Estocolmo, Helsinki y Ámsterdam) en una aventura de guerra fría que necesitaba que Superman ingeniara un plan de Lex Luthor para controlar todas las bombas nucleares de Europa.
Esta es la primera y única novela gráfica de Superman producida fuera de los EE.UU. con permiso y acuerdo de DC. Nunca fue reeditada en EE. UU.

## Sinopsis
Los Estados Unidos han desarrollado una invención que puede hacer inofensivas todas las armas nucleares, pero desea conservarlas por sí mismas. El activista por la paz Theodore P. Wyatt viajó a Europa junto con los periodistas Luisa Lane y Clark Kent para informar al resto del mundo acerca de "Peace Monger", seguido de cerca por CIA, KGB ... y Superman. El viaje va de Ámsterdam a Helsinki a través de Copenhague, Oslo a Estocolmo y ofrece experiencias aterradoras, nerviosas - porque alguien parece decidido a venir a Wyatt a vivir ... SUPERMAN OG FREDSBOMBEN es una producción puramente danesa - la primera historia de Superman que se haya hecho originalmente fuera de los Estados Unidos.
El álbum es famoso por llevar la destrucción causada por Superman durante sus acciones, por ejemplo Frogner Parque en Oslo y el Sibelius Monumento en Helsinki estuvo derribado en una lucha de Superman.
El joven danés Teddy Kristiansen proporciona la obra de arte en su primer trabajo importante en cómics, su arte elegante se presenta en un encantadora aproximación de dibujo animado para estar de acuerdo con el tono gracioso de Niels Sondergaard. Además, se ofrece un relato, una influencia clara del trabajo de Frank Miller.
Este título era la primera y única novela gráfica original nunca producida fuera de los EE.UU. con el acuerdo y permiso de DC.
- Copenhague, Dinamarca
  - Superman og Fredsbomben (Interpresse, ISBN 8745607656, 1990)[2]

- Bussum, Holanda
  - Superman in Europa (Baldakijn Boeken, ISBN 9789030506744, 1990)[3]

- Stockholm, Suecia
  - Stålmannen i Stockholm (Carlsen Comics, ISBN 9151061058, 1990)

- Oslo, Noruega
  - Supermann i Norge (Semic, 1990)

- Helsinque, Finlandia
  - Teräsmies: Supersankari Helsingissä (Semic, 1990)

## Premios
- Copenhague, Dinamarca
  - 1989-1990, Tegneseriekonvents - Mejor caricatura en colores de Dinamarca: Superman og Fredsbomben para Teddy Kristiansen[4][5]